# Cena Beatrice
Cena Beatrice, dánsky Beatrice Prisen, je dánské literární ocenění, které založili v roce 1983 Birthe a Paul Beckettovi. Cena v 50000 dánských korun je udělována každoročně dánskou akademií za kvalitní literární nebo básnické dílo jehož autor má potenciál se dále literárně rozvíjet. 

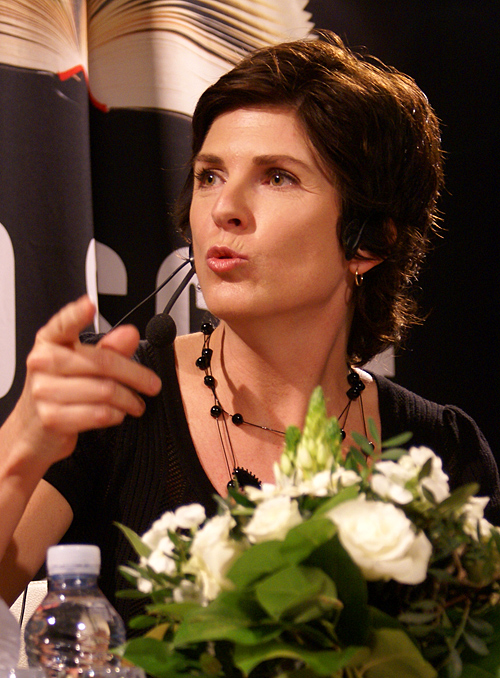
Kirsten Hammann

## Držitelé ocenění
| rok  | Laureát                |
| ---- | ---------------------- |
| 2021 | Majse Aymo-Boot        |
| 2019 | Olga Ravn              |
| 2018 | Mette Moestrup         |
| 2017 | Kristian Bang Foss     |
| 2016 | Sidsel Falsig Pedersen |
| 2015 | Laus Strandby Nielsen  |
| 2014 | Lone Hørslev           |
| 2013 | Lars Frost             |
| 2012 | Camilla Christensen    |
| 2010 | Katrine Marie Guldager |
| 2009 | Merete Pryds Helle     |
| 2007 | Christina Hesselholdt  |
| 2006 | Morten Søndergaard     |
| 2005 | Kirsten Hammann        |
| 2004 | Naja Marie Aidt        |
| 2003 | Helle Helle            |
| 2002 | Nikolaj Stockholm      |
| 2001 | Jens-Martin Eriksen    |
| 2000 | Pia Juul               |
| 1998 | Janina Katz            |
| 1997 | F.P. Jac               |
| 1996 | Knud Holten            |
| 1995 | Maria Giacobbe         |
| 1994 | Jette Drewsen          |
| 1993 | Christian Skov         |
| 1992 | Anne Marie Ejrnæs      |
| 1991 | Vagn Lundbye           |
| 1990 | Henning Mortensen      |
| 1989 | Marianne Larsen        |
| 1988 | Preben Major Sørensen  |
| 1987 | Klaus Høeck            |
| 1986 | Arthur Krasilnikoff    |
| 1985 | Peter Laugesen         |
| 1984 | Henrik Bjelke          |